# Tura (flod)

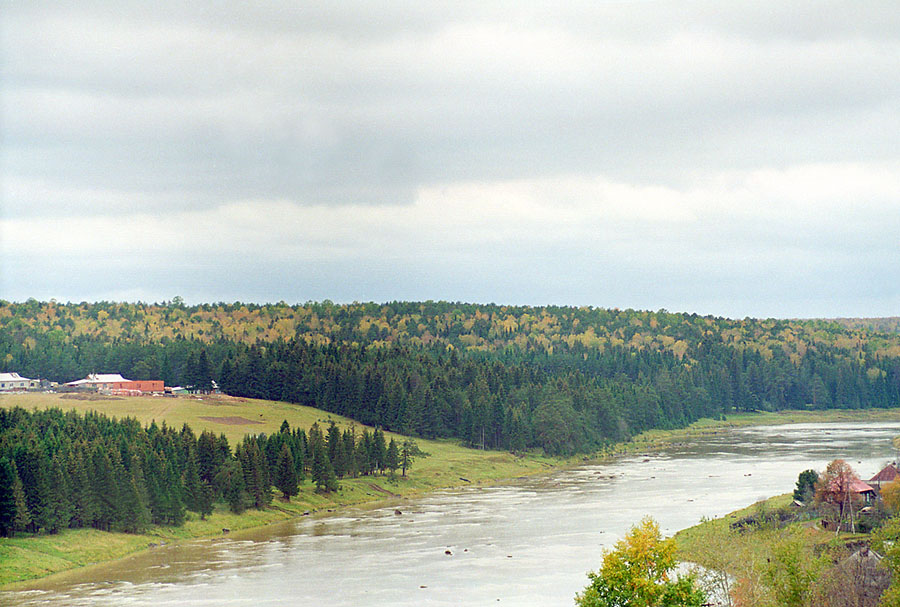
Floden Tura nära Verchoture

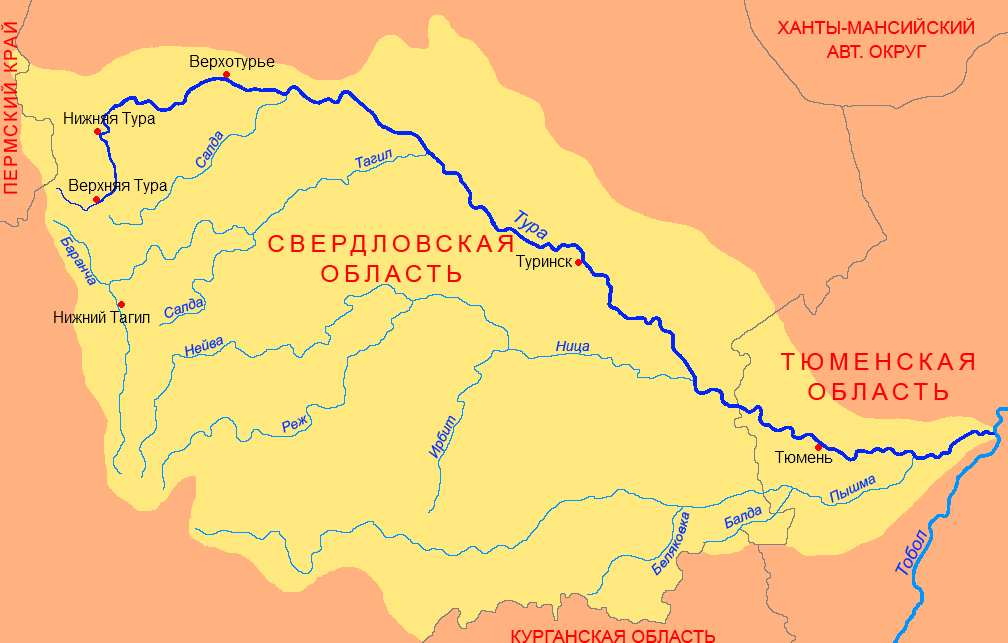
Flodens avrinningsområde.

Tura (ryska: Тура́; de södra delarna kallas också Dolgaja, "Långa floden") är en 1 030 kilometer lång flod i västra Sibirien i Ryssland.
Floden flyter genom Sverdlovsk och Tiumen oblast, och är biflod från vänster till Tobol. Tura rinner upp i mellersta Uralbergen och har sydöstligt lopp, tills den vid staden Tiumen vänder mot öst. Avrinningsområdet är cirka 80 400 km².
Tura är farbar 753 kilometer upp från sitt utlopp i Tobol. Floden fryser i oktober/november och är istäckt till april/maj.